# Lill-Daltjärnen, Ångermanland
Lill-Daltjärnen är en sjö i Örnsköldsviks kommun i Ångermanland och ingår i Gideälvens huvudavrinningsområde. Sjöns area är 0,141 kvadratkilometer och den är belägen 239,6 meter över havet.

## Delavrinningsområde
Lill-Daltjärnen ingår i det delavrinningsområde (709231-162827) som SMHI kallar för Utloppet av Stor-Daltjärnen. Medelhöjden är 246 meter över havet och ytan är 0,51 kvadratkilometer. Det finns inga avrinningsområden uppströms utan avrinningsområdet är högsta punkten. Vattendraget som avvattnar avrinningsområdet har biflödesordning 2, vilket innebär att vattnet flödar genom totalt 2 vattendrag innan det når havet efter 100 kilometer. Avrinningsområdet består mestadels av skog (71 procent). Avrinningsområdet har 0,14 kvadratkilometer vattenytor vilket ger det en sjöprocent på 28,2 procent.